# Karoline Eichhorn

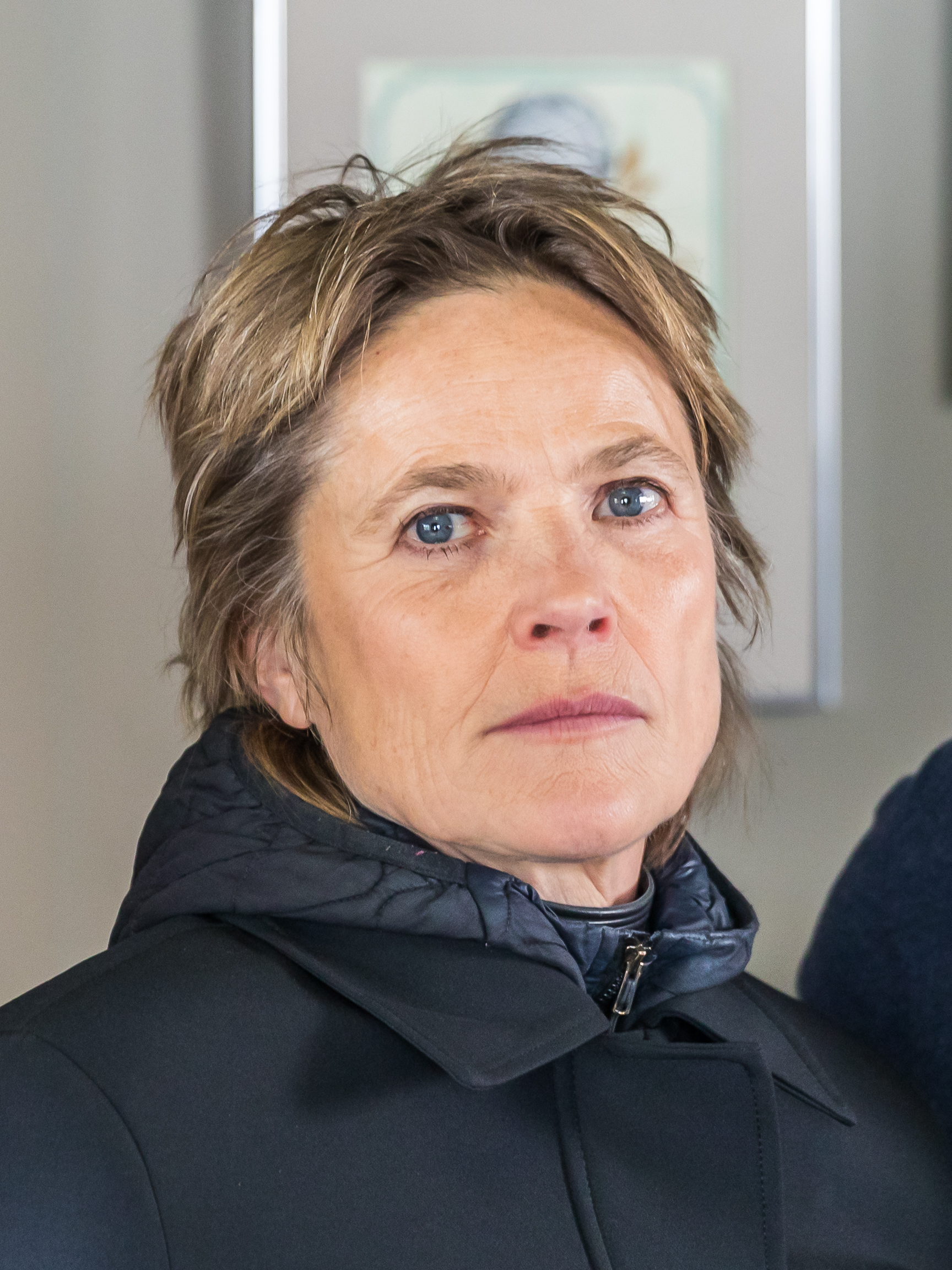
Karoline Eichhorn, im Tatort: Colonius

Karoline Eichhorn (* 9. November 1965 in Stuttgart) ist eine deutsche Schauspielerin und Hörspielsprecherin.

## Leben
Karoline Eichhorn wurde am 9. November 1965 in Stuttgart geboren. Ihr Vater war Restaurator und kam aus Thüringen, die Mutter, eine Lektorin, ist schlesischer Herkunft.
Sie besuchte die Freie Waldorfschule am Kräherwald in Stuttgart, legte 1986 das Fachabitur ab und besuchte danach bis 1989 die Folkwang-Schauspiel-Schule in Essen. Von 1989 bis 1995 hatte sie Engagements an der Schaubühne am Lehniner Platz und am Schauspielhaus Bochum.
Bekannt wurde sie dem Fernsehpublikum 1995 in den Filmen Drei Tage im April und Der Sandmann. In letzterem spielte sie eine Journalistin, die bei ihren Recherchen einen zwielichtigen Krimiautor, gespielt von Götz George, ausspioniert. Eichhorn trat vorwiegend im Theater auf, etwa am Hamburger Thalia-Theater und am Burgtheater Wien, spielte aber immer wieder in Film und Fernsehen.
In den vom Südwestrundfunk produzierten Folgen des ARD-Radio-Tatorts spricht sie die Kriminalhauptkommissarin Nina Brändle. In dem Film Die Kirche bleibt im Dorf und der gleichnamigen Fernsehserie spielte sie die Hauptrolle der Christine in schwäbischem Dialekt.
Eichhorn ist mit dem dänischen Schriftsteller Arne Nielsen verheiratet und lebt mit ihm und ihrem Kind in Hamburg. 2012 war sie Mitglied der Internationalen Jury des 61. Internationalen Filmfestivals Mannheim-Heidelberg.

## Filmografie
- 1988: Oh Gott, Herr Pfarrer (Fernsehserie, Folge Die Liebe höret nimmer auf)
- 1991: Pfarrerin Lenau (Fernsehserie, Folge Wohlauf in Gottes schöne Welt)
- 1994: Der unbekannte Deserteur (Kurzfilm)
- 1994: Last Summer (Kurzfilm)
- 1995: Drei Tage im April
- 1995: Der Sandmann
- 1996: Wem gehört Tobias? (Fernsehfilm)
- 1996: Tatort: Bienzle und der Traum vom Glück (Fernsehreihe)
- 1997: Balko (Fernsehserie, Folge Tödliche Neugier)
- 1997: Rendezvous des Todes (Fernsehfilm)
- 1997: Kalte Küsse (Fernsehfilm)
- 1997: Kalkuliertes Risiko (Fernsehfilm)
- 1997: Todesspiel (Fernsehfilm, Dokumentation)
- 1997: Kind zu vermieten (Fernsehfilm)
- 1998: Der König von St. Pauli (Fernsehsechsteiler)
- 1998: Anwalt Abel – Todesurteil für eine Dirne (Fernsehreihe, 1 Folge)
- 1998: Gegen Ende der Nacht (Fernsehfilm)
- 1998: Abgehauen (Fernsehfilm)
- 1998: Dr. Mad - Halbtot in weiß (Fernsehfilm)
- 1998: Vorübergehend verstorben (Fernsehfilm)
- 1998: Die Neue – Eine Frau mit Kaliber (Fernsehserie, Folge Tote leben länger)
- 1999: Der blonde Affe (Fernsehfilm)
- 1999: Fremde Freundin
- 1999: Nichts als die Wahrheit
- 1999: Der Preis der Sehnsucht (Fernsehfilm)
- 2000: Kein Weg zurück (Fernsehfilm)
- 2000: Die Spur meiner Tochter (Fernsehfilm)
- 2000: Drei Wünsche (Kurzfilm)
- 2000: Rosa Roth – Tod eines Bullen (Fernsehreihe)
- 2000: Apokalypse 99 – Anatomie eines Amokläufers
- 2002: Der Felsen
- 2002: Am Ende der Hochzeitsnacht (Fernsehfilm)
- 2004: Der letzte Zeuge (Fernsehserie, Folge Brennende Gier)
- 2004: Bella Block: Die Freiheit der Wölfe (Fernsehreihe)
- 2005–2006: 4 gegen Z (Fernsehserie, 27 Folgen)
- 2006: Die Verlorenen (Fernsehfilm)
- 2006: Drei Schwestern made in Germany
- 2006: Tatort: Das ewig Böse
- 2006: Tatort: Stille Tage
- 2007: GG 19 - Eine Reise durch Deutschland in 19 Artikeln
- 2007: Ferien
- 2007: Du bist nicht allein
- 2007: Schattenkinder
- 2007: Doppelter Einsatz (Fernsehserie, Folge Überdosis Warten)
- 2008: Ossi’s Eleven
- 2008: Die Eisbombe
- 2008: Der Kriminalist (Fernsehserie, Folge Ruhe in Frieden)
- 2009: Kommissar Stolberg (Fernsehserie, Folge Die falsche Frau)
- 2009: Die Frau, die im Wald verschwand (Fernsehfilm)
- 2009: Der kleine Mann (Fernsehserie, 8 Folgen)
- 2009: Der Dicke/Die Kanzlei (Fernsehserie, Folge Zwischen den Stühlen)
- 2009: Summertime Blues
- 2009: Tatort: Das Gespenst
- 2010: Im Schatten
- 2010: Kommissarin Lucas – Wenn alles zerbricht (Fernsehreihe)
- 2010: Alles Liebe (Fernsehfilm)
- 2010: Das letzte Schweigen
- 2010: Tatort: Klassentreffen
- 2010: Tatort: Die Unmöglichkeit, sich den Tod vorzustellen
- 2011: Stubbe – Von Fall zu Fall: Der Stolz der Familie (Fernsehreihe)
- 2011: Am Kreuzweg (Fernsehfilm)
- 2011: Bermuda-Dreieck Nordsee (Fernsehfilm)
- 2011: SOKO Stuttgart (Fernsehserie, Folge Lavendeltod)
- 2011: Ein Fall für zwei (Fernsehserie, Folge Schicksal)
- 2012: Mutter muss weg (Fernsehfilm)
- 2012: Tod einer Brieftaube (Fernsehfilm)
- 2012: Marie Brand und die falsche Frau (Fernsehreihe)
- 2012: Die Kirche bleibt im Dorf
- 2012: Flemming (Fernsehserie, Folge Das Spiel der Füchse)
- 2012: SOKO München (Fernsehserie, Folge Nachtflug nach Caracas)
- 2012: Jahr des Drachen (Fernsehfilm)
- 2013: Berlin -7º
- 2013: Bella Block: Angeklagt
- 2013–2015: Die Kirche bleibt im Dorf (Fernsehserie, 24 Folgen)
- 2014: Wilsberg: 90-60-90 (Fernsehreihe)
- 2014: Tatort: Borowski und das Meer
- 2014: Tatort: Die Feigheit des Löwen
- 2015: Täterätää! – Die Kirche bleibt im Dorf 2
- 2015: Charlotte Link: Der Beobachter (Fernsehreihe)
- 2016: Zweimal zweites Leben (Fernsehfilm)
- 2016: Emma nach Mitternacht - Der Wolf und die sieben Geiseln (Fernsehfilm)
- 2016: Emma nach Mitternacht – Frau Hölle (Fernsehfilm)
- 2016: Spreewaldkrimi: Spiel mit dem Tod (Fernsehreihe)
- 2016: Tatort: HAL
- 2016: Apropos Glück (Fernsehfilm)
- 2016: Nona (Kurzfilm)
- 2017: Tod im Internat (Fernsehzweiteiler)
- 2017: Brüder (Fernsehfilm)
- 2017–2020: Dark (Fernsehserie, 22 Folgen)
- 2018: Der Trafikant
- 2018: Lore (Fernsehserie, Folge Hinterkaifeck: Ghosts in the Attic)
- 2018: Und der Zukunft zugewandt
- 2020: Tatort: Leonessa
- 2020: Sarah Kohr – Teufelsmoor (Fernsehreihe)
- 2020: Altes Land (Fernsehfilm)
- 2021: Tatort: Murot und das Prinzip Hoffnung
- 2021: Tatort: Und immer gewinnt die Nacht
- 2022: Kolleginnen: Das böse Kind
- 2022: Gestern waren wir noch Kinder (Fernsehserie, 2 Folgen)
- 2023: Sörensen fängt Feuer (Fernsehfilm)
- 2024: Ein starkes Team: Und vergib ihnen ihre Schuld
- 2024: Concordia – Tödliche Utopie (Fernsehserie)
- 2024: Gotteskinder
- 2024: Ein Sommer an der Cote d'Azur
- 2024: Helen Dorn: Schwarzes Herz
- 2025: Tatort: Colonius

## Hörspiele (Auswahl)
- 2008: Christine Lehmann: Himmelreich und Höllental (Kriminalhauptkommissarin Nina Brändle) – Regie: Günter Maurer (Radio-Tatort – SWR)
- 2008: Christine Lehmann: Mordlauf (Kriminalhauptkommissarin Nina Brändle) – Regie: Günter Maurer (Radio-Tatort – SWR)
- 2009: Felix Huby: Schlössers Geheimnis oder Frauen morden anders (Kriminalhauptkommissarin Nina Brändle) – Regie: Robert Schoen  (Radio Tatort – SWR)
- 2009: Friedrich Ani und Uta-Maria Heim: Falsches Herz (Kriminalhauptkommissarin Nina Brändle) – Regie: Günter Maurer (Radio-Tatort – SWR)
- 2010: Hugo Rendler: Finkbeiners Geburtstag (Kriminalhauptkommissarin Nina Brändle) – Regie: Mark Ginzler (Radio-Tatort – SWR)
- 2011: Christine Lehmann: Blutoper (Kriminalhauptkommissarin Nina Brändle) – Mark Ginzler (Radio-Tatort – SWR)
- 2012: Fred Breinersdorfer / Katja Röder: Tödliche Kunst (Kriminalhauptkommissarin Nina Brändle) – Regie: Walter Adler (Radio-Tatort – SWR)
- 2014: Edgar Linscheid und Stuart Kummer: The Cruise (1LIVE Krimi – WDR)
- 2014: Katja Roeder: Grauzone (Kriminalhauptkommissarin Nina Brändle) – Regie: Walter Adler (Radio-Tatort – SWR)
- 2015: Hugo Rendler: Brändles Nichte (Kriminalhauptkommissarin Nina Brändle) – Regie: Mark Ginzler (Radio-Tatort – SWR)

## Auszeichnungen
- 1996: Silberner Löwe als beste Nachwuchsdarstellerin für Der Sandmann
- 1998: Bayerischer Fernsehpreis für Gegen Ende der Nacht
- 1999: Adolf-Grimme-Preis für Gegen Ende der Nacht (zusammen mit Oliver Storz, Stefan Kurt und Bruno Ganz)
- 2001: Bayerischer Filmpreis (Darstellerpreis) für Der Felsen
- 2018: Deutscher Fernsehpreis / Bester Mehrteiler für Brüder